# Ascolepis
Ascolepis Nees ex Steud. é um género botânico pertencente à família Cyperaceae.

## Sinônimo
- Platylepis Kunth (SUH)

## Espécies
| - Ascolepis ampullacea - Ascolepis anthemiflora - Ascolepis bellidiflora - Ascolepis brasiliensis - Ascolepis capensis - Ascolepis densa - Ascolepis dipsacoides - Ascolepis elata - Ascolepis eriocaulides - Ascolepis erythrocephala - Ascolepis fibrillosa - Ascolepis gracilis - Ascolepis hemisphaerica - Ascolepis kyllingioides - Ascolepis leucocephala - Ascolepis lineariglumis - Ascolepis majestuosus | - Ascolepis menonguensis - Ascolepis metallorum - Ascolepis neglecta - Ascolepis oliveri - Ascolepis peteri - Ascolepis pinguis - Ascolepis protea - Ascolepis pseudopeteri - Ascolepis pusilla - Ascolepis setigera - Ascolepis speciosa - Ascolepis spinulosa - Ascolepis tenuior - Ascolepis trigona - Ascolepis vatkeana - Ascolepis venezuelensis |